# 杜埃勒
杜埃勒（法語：Douelle，法語發音：[dwɛl]）是法国洛特省的一个市镇，属于卡奥尔区。

## 地理
杜埃勒（44°28'8"N, 1°21'35"E）面积8.77 平方千米，位于法国奧克西塔尼大區洛特省，该省份为法国西南部内陆省份，北起顺时针与科雷兹省、康塔爾省、阿韦龙省、塔恩-加龙省、洛特-加龍省和多尔多涅省接壤。
与杜埃勒接壤的市镇（或旧市镇、城区）包括：卡亚克、梅屈埃斯、帕尔纳克、普拉迪讷、圣樊尚里沃多尔特。

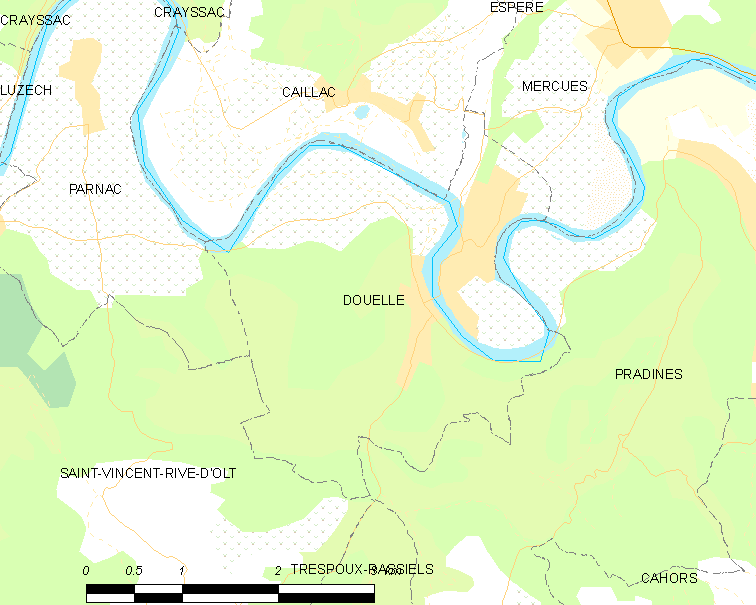
杜埃勒的OSM定位图

杜埃勒的时区为UTC+01:00、UTC+02:00（夏令时）。

## 行政
杜埃勒的邮政编码为46140，INSEE市镇编码为46088。

## 政治
杜埃勒所属的省级选区为吕泽什县。

## 人口

1962-2008年间杜埃勒人口变化图示

杜埃勒于2022年1月1日时的人口数量为834人。